# Mine Would Be You
«Mine Would Be You» — третий сингл американского кантри-певца Блейка Шелтона с его седьмого студийного альбома Based on a True Story…. Релиз прошёл в июле 2013 года. Авторами композиции стали Jessi Alexander, Connie Harrington и Deric Ruttan.

## История
13 апреля 2013 года сингл дебютировал на позиции № 37 в чарте Billboard Hot Country Songs, а 3 августа на позиции № 42 в чарте Billboard Country Airplay. Сингл дебютировал на позиции № 100 в основном американском чарте Billboard Hot 100 в неделю, начавшуюся 17 августа 2013. А 4 ноября 2013 песня стала 10-м чарттоппером подряд для Блейка Шелтона, достигну позиции № 1 в Радиоэфирном кантри-чарте Country Airplay журнала Billboard (повтор абсолютного рекорда).
К январю 2014 года тираж сингла составил 823,000 копий в США.
Песня получила положительные отзывы музыкальной критики и интернет-изданий. Taste of Country поставил ей пять звёзд из пяти, написав, что она также легка и хороша как и его же Honey Bee. Чак Дофин из Roughstock назвал её лучшей песнью всего альбома.

## Позиции в чартах

### Еженедельные чарты
| Чарт (2013-14)                      | Наивысшая позиция |
| ----------------------------------- | ----------------- |
| Канада (Billboard Canadian Hot 100) | 35                |
| Канада (Billboard Country)          | 1                 |
| США (Billboard Hot 100)             | 28                |
| США (Billboard Country Airplay)     | 1                 |
| США (Billboard Hot Country Songs)   | 2                 |

### Итоговые годовые чарты
| Чарт (2013)                       | Позиция |
| --------------------------------- | ------- |
| США Country Airplay (Billboard)   | 19      |
| США Hot Country Songs (Billboard) | 35      |

| Чарт (2014)                          | Позиция |
| ------------------------------------ | ------- |
| США US Hot Country Songs (Billboard) | 89      |

## Сертификации
| Регион | Сертификация | Продажи   |
| --- | ------------ | --------- |
| США (RIAA) | Платиновый   | 1 000 000 |
| * Данные о продажах приведены только на основе сертификации. ^ Данные о тиражах приведены только на основе сертификации. |              |           |